# Personaje no jugador

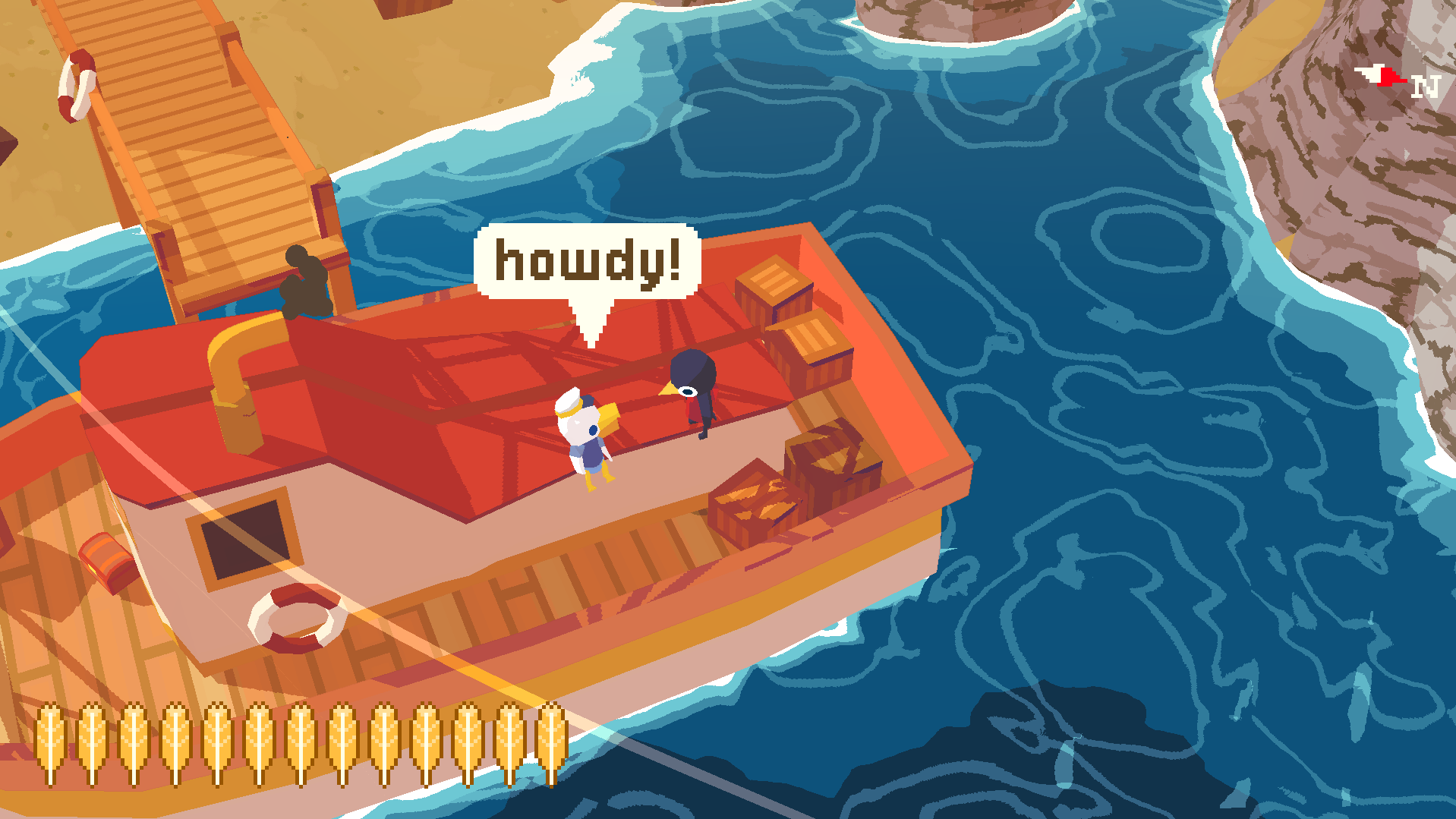
Captura de pantalla tomada del juego A Short Hike. Aquí, el personaje del jugador, Claire, habla con un pato, mostrando un sistema de diálogo simple con un personaje no jugador.

Un personaje no jugador o personaje no jugable, es un término a menudo abreviado con la sigla PNJ (o NPC por su sigla en inglés, de non playable character) que es un personaje controlado por el director de juego o DJ (también llamado GM, del inglés game master) en el curso de una partida de rol. Cuando esta definición se refiere a los videojuegos de rol, un PNJ es generalmente parte del programa, es decir controlado por la computadora y no controlado por un humano, que dispone de un conjunto de comportamientos predeterminados que potencialmente influirán en el juego, sin que sean necesariamente producto de verdadera inteligencia artificial. 
El concepto opuesto es el personaje jugable representado por una persona o PJ (personaje jugador).

## Juegos de rol de mesa tradicionales
En un juego de rol tradicional como Dungeons & Dragons, los PNJ están controlados por el master. Los personajes no jugadores pueblan el mundo de ficción del juego, y pueden desempeñar cualquier papel no ocupado por una persona. Los personajes no jugadores pueden ser aliados, transeúntes o rivales para los PJ. La importancia entre unos PNJ y otros varía enormemente, desde el posadero con el que el jugador solo se encuentra una vez, hasta el archienemigo que regresa constantemente. 
Si bien todos los habitantes del mundo del juego excepto los PJ son PNJ, el master no suele dar muchos detalles sobre ellos. Los más secundarios se inventan en el mismo momento en que son necesarios y, de hecho, saber realizar bien esta tarea se conoce como una de las características del buen master. Existe cierto debate acerca de cuanto trabajo debería ponerse en un PNJ principal; algunos jugadores prefieren que cada PNJ esté completamente definido con sus estadísticas, habilidades y equipamiento, mientras que otros definen solo lo que es inmediatamente necesario y van añadiendo nuevos datos a medida que el juego avanza.

## Videojuegos de rol
El término personaje no jugador es también usado en videojuegos de rol para describir identidades que no están bajo el control directo de los jugadores, aunque en este contexto se usa habitualmente la forma «personaje no jugable». Casi siempre, el término PNJ se refiere a aliados o personajes con una actitud neutral hacia el jugador, mientras que a los personajes hostiles se les conoce simplemente como enemigos o monstruos en los juegos de rol de mesa, y en el entorno de los JDR por computadora lo común es usar los anglicismos mob o creep.
El comportamiento de los PNJ en los juegos de ordenador se encuentra por lo general preescrito y es automático, activado por acciones o diálogos con los personajes del jugador. En ciertos juegos multijugador, el jugador que actúa como director puede poseer tanto a los PJ como a los PNJ, controlando sus acciones para hacer avanzar la historia. Juegos más complejos permiten al jugador personalizar el comportamiento del PNJ, modificando su programación predeterminada o creando una completamente nueva.
En algunos juegos en línea, como los MMORPG, los PNJ pueden ir controlados por los empleados de la compañía del juego. Estos no jugadores suelen ser distinguidos de los PJ por su aspecto u otra designación visual, y a menudo apoyan a los nuevos jugadores. En otros casos, estos PNJ vivos son actores virtuales, que dirigen a un personaje frecuente necesario para desarrollar la historia (como en Myst Online: Uru Live).
En los primeros y menos avanzados RPG, los PNJ solo tenían un monólogo. El código dirige la aparición de un cuadro de diálogo, texto flotante, secuencia de vídeo, u otros medios de visualización del discurso o reacción del PNJ para el jugador. Los discursos del PNJ de este tipo son a menudo diseñados para dar una impresión instantánea del personaje que habla, con viñetas, pero también pueden avanzar en la historia o iluminar el mundo alrededor del PJ. Similar a esta es la forma más común de la narración, el diálogo no ramificado, en la que la forma de mostrar el discurso del PNJ es la misma, pero el personaje jugador responde o inicia el discurso con el PNJ. Además de los fines enumerados anteriormente, esto permite el desarrollo del personaje del jugador.
RPG más avanzados se caracterizan por el diálogo interactivo, o el diálogo de ramificación (árboles de diálogo). Un buen ejemplo son los juegos producidos por Black Isle Studios y White Wolf, cada uno de sus juegos de rol es de elección múltiple. Cuando se habla con un PNJ, al jugador se le presenta una lista de opciones de diálogo, entre las que puede elegir. 
Ultima es un ejemplo de una serie de juegos que ha avanzado de la no ramificación (Ultima III y anteriores) al diálogo de ramificación (juegos posteriores).

### Tipos de diálogo
En cuanto a la importancia de caracterizar plenamente a los PNJ de un JDR, es consenso general entre los jugadores que cuanto más «real» parezca el PNJ, mayor será la inmersión en el juego.
En la interacción verbal con los PNJs, existen varios tipos de diálogo:
1. El diálogo del PNJ ha sido programado previamente y siempre será el mismo.
2. El diálogo del PNJ ha sido programado previamente pero incluye diversas ramificaciones. El jugador tiene la opción de elegir entre distintas opciones en su conversación con el PNJ, que determinarán el tipo de respuesta que recibirá. Cada elección podría tener efecto incluso sobre otras situaciones en el transcurso del juego. Las verdaderas conversaciones con el PNJ son generalmente muy complejas, pero se suelen repetir cada vez que se intenta hablar con el personaje otra vez.
3. Haciendo uso de la tecnología de comprensión de lenguajes naturales y la generación de lenguajes naturales,[2] los diálogos son generados dinámicamente durante el juego en lugar de ser redactados en el proceso de desarrollo. Este reciente enfoque emplea representaciones semánticas almacenadas en la base de datos del PNJ para convertirlas después en texto de lenguaje natural. Gracias a este sistema, es posible conseguir juegos más abiertos donde los personajes dan la sensación de pensar por sí mismos, y al mismo tiempo, el desarrollador evita el tener que especificar las reacciones de los PNJ previamente.[3]

## Jugabilidad
En algunos juegos y ciertas circunstancias, un jugador que no tiene su propio personaje de jugador puede tomar control de un PNJ temporalmente. Las razones para esto pueden ser varias, pero a menudo se deben a que el jugador no ha sido capaz de mantener su PJ dentro del grupo o que no puede actuar durante algunos turnos (por ejemplo, porque su personaje está lesionado o en otro lugar). En otras ocasiones un jugador podría tener un PNJD o personaje no jugador dependiente, controlado por el master pero del cual el jugador es responsable en cierto grado.
A pesar de que los PNJ son diseñados y normalmente controlados por el master, cuando el control pasa a algún jugador, este adquiere una perspectiva distinta del argumento del juego. Algunos sistemas, tales como Nobilis, lo promueven con sus normas.

### Tipos de PNJ
Debido a que existen PNJ en la práctica totalidad de los géneros de videojuegos, existe un amplio abanico de tipos de PNJ los cuales tienen funciones, capacidades, diálogos, y objetivos muy diversos. Los PNJ pueden ser amistosos para el jugador, y ayudarlo en su trayecto, o negativos para este, y funcionar como un obstáculo a superar, también pueden ser neutrales, y ser tanto positivos como negativos dependiendo del tipo de recorrido que realice el jugador. Los principales tipos de PNJ son:
- Informativos: Son un tipo de personaje no jugador dedicado únicamente a proporcionar información a los jugadores, esta información puede estar relacionada con alguna misión u objetivo actual del jugador, como la ubicación de un objeto o lugar específico, o puede ser solo información sin importancia real, como datos concernientes a la historia del mundo.

- PNJ amistosos o de apoyo: Son personajes no jugables que tienen la función principal de ayudar al jugador, los PNJ de apoyo por lo general ayudan de forma directa al personaje, proporcionándole elementos útiles para su aventura, información crucial para la trama, o ayudándolo en la resolución de conflictos.

- PNJ hostiles o Godots: Son personajes no jugables que tienen la función principal dañar al jugador, los PNJ enemigos por lo general atacan o dañan de manera directa al personaje del jugador, ya sea atacándolo, colocando obstáculos a su progreso, o quitándole elementos útiles.

- PNJ Influenciables o susceptibles: Son personajes no jugables que dependiendo de las acciones del jugador, pueden convertirse en amistosos, o en enemigos, estos suelen tener un nivel de reputación o amistad con el jugador, el cual si es muy bajo los convierte en enemigos, y de ser muy alto los volverá amigos; Estos personajes alternativamente pueden tener una función importante en la resolución de la historia alterando el final positiva o negativamente.

- PNJ inteligentes o de altas capacidades: Estos son Personajes no jugables que poseen una programación altamente sofisticada, de manera que toman decisiones propias, muy difíciles de predecir, rozando un comportamiento humano, los PNJs inteligentes, suelen tener una importancia notable en el videojuego, siendo un enemigo principal, o un aliado crucial, y generalmente tienen una participación que abarca la mayoría del videojuego.

- PNJ sin uso o irrelevantes: Son personajes no jugables que no tienen ninguna función destacada en el transcurso del videojuego, dependiendo del tipo de videojuego estos pueden llegar a ser la gran mayoría de PNJs, los PNJ sin uso pueden tener diálogos, pero estos son tan poco relevantes o irrelevantes para el jugador que escucharlos no afecta la resolución de la trama del juego, alternativamente existen PNJS que son irrelevantes en un videojuego, pero posteriormente adquieren un papel más importante, esto es muy común en los videojuegos con expansiones o contenidos descargables, ya que en este tipo de videojuegos, para las expansiones suele hacerse uso de personajes ya vistos pero no utilizados.

- PNJ decorativos: Son personajes no jugables con los cuales es imposible interactuar, y que solo existen en el videojuego para dar la apariencia de un lugar poblado o concurrido, la principal diferencia con los PNJ irrelevantes, es que los PNJs decorativos son generados automáticamente y su programación es completamente aleatoria, estos suelen aparecer en los videojuegos con pocas capacidades, o en aquellos cuyas dimensiones de mundo son muy grandes.

## Meme
En Internet, el PNJ se usa a menudo como un insulto para sugerir que algunas personas no pueden formarse pensamientos u opiniones propias. Estas personas a menudo se caracterizan por ser similares al PNJ Wojak, que es un meme de internet inexpresivo y de cara gris.